# Gare de Nikolo-Poloma
La gare de Nikolo-Poloma (en russe : Станция Николо-Полома, Stanitsia Nikolo-Poloma) est une gare ferroviaire russe, située dans le possiolok de Nikolo-Poloma, dans le raïon de Parfenievo, dans l'oblast de Kostroma. Ouverte en 1906, c'est une gare de voyageurs des Chemins de fer du Nord, une filiale des Chemins de fer russes. Elle est desservie par les trains du Transsibérien mais aussi par des trains régionaux de Kostroma.

## Situation ferroviaire
La gare est établie au point kilométrique 569,2 du chemin de fer Transsibérien.

## Histoire
La gare a été ouverte en novembre 1906 dans le cadre du tronçon de lancement Vologda - Viatka (aujourd'hui Kirov) du chemin de fer Moscou-Iaroslavl-Arkhangelsk, long de 593 verstes (633 km). 
En 1968, lors de l'électrification du tronçon Danilov - Nomja, la station fut électrifiée au courant alternatif de 25 kV.

## Autres éléments ferroviaires à proximité
Il y a une statue de Lénine sur la place de la gare.

## Patrimoine ferroviaire

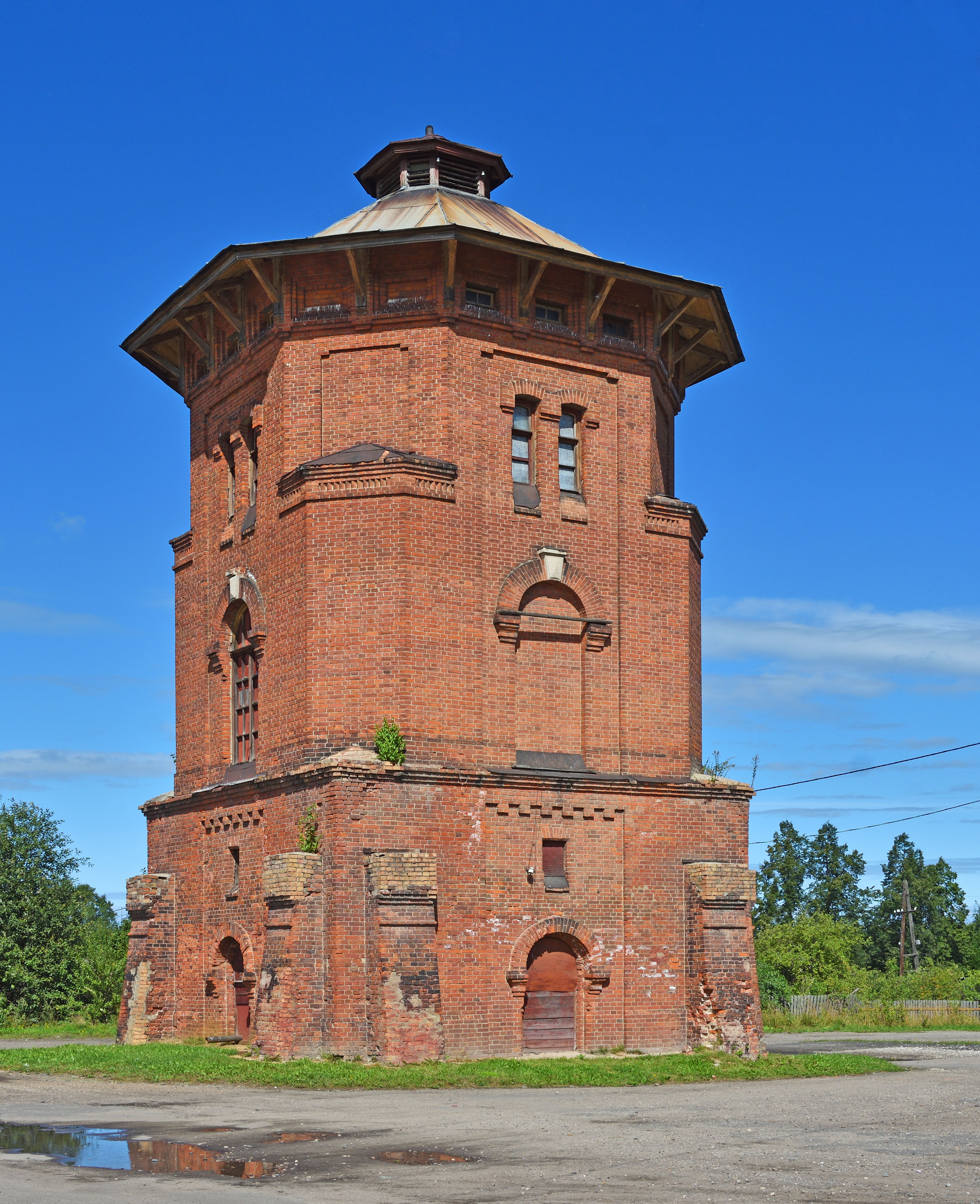
Château d'eau de la gare.

Le bâtiment actuel est construit en 1906, dans un style classique.  